# Stomorhina rugosa
Stomorhina rugosa är en tvåvingeart som först beskrevs av Jacques-Marie-Frangile Bigot 1888.  Stomorhina rugosa ingår i släktet Stomorhina och familjen Rhiniidae. Inga underarter finns listade i Catalogue of Life.